# Dasymaschalon borneense
Dasymaschalon borneense är en kirimojaväxtart som beskrevs av Nurmawati. Dasymaschalon borneense ingår i släktet Dasymaschalon, och familjen kirimojaväxter. Inga underarter finns listade i Catalogue of Life.